# Takuya Okamoto
Takuya Okamoto (岡本 拓也, Okamoto Takuya) est un footballeur japonais né le 18 juin 1992 à Saitama. Il évolue au poste de défenseur central.

## Biographie
Avec l'équipe du Japon des moins de 17 ans, il participe à la Coupe du monde des moins de 17 ans en 2009. Lors de cette compétition organisée au Nigeria, il joue trois matchs : contre le Brésil, la Suisse, et le Mexique.
Il joue un match en Ligue des champions d'Asie avec le club des Urawa Red Diamonds.